# Abdullah Avcı
Abdullah Mucib Avcı (Istanboel, 31 juli 1963) is een Turks voetbaltrainer en voormalig voetballer. Hij is trainer van Trabzonspor. Daarvoor was hij onder andere bondscoach van het Turks nationaal elftal.

## Trainerscarrière

### Istanbulspor
Avcı begon zijn trainerscarrière bij het tweede elftal van İstanbulspor in 2002. 

### Galatasaray
Twee jaar later bekleedde hij dezelfde functie bij Galatasaray. 

### Turks voetbaleftal onder 17
In 2005 werd hij bondscoach van Turkije onder 17. Hij won het EK onder 17 in 2005 door in de finale Nederland met 0–2 te verslaan. Ook werd hij vierde op het WK onder 17 in 2005. 

### Başakşehir (eerste periode)
Daarna werd hij in 2006 trainer van İstanbul Başakşehir. In het seizoen 2010/11 haalde hij met İstanbul Başakşehir de Turkse bekerfinale. Die werd na strafschoppen verloren van Beşiktaş. 

### Turks voetbalelftal
Op 17 november 2011 werd Avcı aangesteld als bondscoach van Turkije, als gevolg van zijn prestaties met het elftal onder 17. Op 20 augustus 2013 stapte hij op, nadat hij zich niet wist te kwalificeren voor het WK 2014. 

### Başakşehir (tweede periode)
Hij werd in 2014 opnieuw trainer van Istanbul Başakşehir. Na het seizoen 2018/19, waarin hij met de club vice-kampioen werd, tekende hij een contract bij Beşiktaş. 

### Beşiktaş
Dat seizoen wist Başakşehir, de club die hij een groot deel tussen 2006 en 2019 leidde, het eerste landskampioenschap in de clubgeschiedenis te behalen. Zelf eindigde Avcı derde met Beşiktaş. 

### Trabzonspor
Het seizoen erna tekende hij bij Trabzonspor, waarmee hij vrijwel direct zijn eerste beker in zijn trainerscarrière pakte: de Turkse supercup. In het seizoen 2021/22 werd Trabzonspor onder zijn leiding na 38 jaar weer landskampioen. Ook werd daarna de Turkse supercup gepakt. Op 7 maart 2023 nam Avcı ontslag na teleurstellende resultaten.

## Erelijst
Als speler
 İstanbulspor
- TFF 2. Lig: 1991/92

 Nişantaşıspor
- TFF 2. Lig: 1995/96

Als trainer
 Turkije onder 17
- Europees kampioenschap voetbal onder 17: 2005

 Trabzonspor
- Süper Kupa: 2020, 2022
- Süper Lig: 2021/22